# Marillion
Marillion, opgericht in 1979, is een band uit het Engelse Aylesbury die voornamelijk progressieve rock maakt.
De groep heeft zich genoemd naar het boek The Silmarillion van J.R.R. Tolkien.

## Geschiedenis
Marillion werd in 1979 opgericht als Silmarillion door Steve Rothery, Doug Irvine, Brian Jelliman en Mick Pointer. In 1980 verandert de naam in Marillion om problemen met de erven van Tolkien te voorkomen. De boomlange Schot Fish (Derek Dick) kwam in 1981 bij de band als leadzanger. In 1982 tekende de groep haar eerste platencontract en snel daarna kwam Market Square Heroes uit als debuutsingle. Het debuutalbum Script For A Jester's Tear kwam in 1983 uit, gevolgd door Fugazi uit 1984.
1985 was het jaar van de grote doorbraak van Marillion met het album Misplaced Childhood, waarvan de ballade Kayleigh hoog in de hitlijsten eindigde. Dit is tevens een van de weinige grote hitsuccessen die de band behaalde. Het volgende album, Clutching at Straws uit 1987, bevat nog de hit Incommunicado, maar verkocht zo'n 30 procent minder dan zijn voorganger. Fish verliet de band in 1988 omdat hij solo verder wilde gaan en de overige bandleden trokken Steve Hogarth van de band The Europeans en How We Live aan als nieuwe leadzanger.
In 1991 probeerde de band onder dwang van platenmaatschappij EMI succes te behalen met het popachtige album Holidays in Eden. De single Cover My Eyes verkocht weliswaar goed, maar de albumverkopen bleven ver achter bij Misplaced Childhood. In 1994 kwam vervolgens Brave uit, een complex en zeer donker conceptalbum van 70 minuten dat een terugkeer naar de oude muzikale koers betekende.
In 1995 volgde Afraid of Sunlight, opnieuw een conceptalbum, dit keer handelend over de keerzijde van de roem. Diverse beroemdheden werden onder de loep genomen (John Lennon, Muhammad Ali, O.J. Simpson, Donald Campbell). Ook dit album scoorde niet in de hitlijsten. Het is het laatste album dat de groep voor EMI opnam.
Nadat de groep de platenmaatschappij verliet, probeerde ze het met onafhankelijke labels. Dit resulteerde in veelal slechte marketing en dito magere kritieken in de pers. De band ging in die jaren vrij anoniem door het leven, maar bracht wel drie albums op de markt (This strange engine, Radiat10n en marillion.com).
Na een e-mailbericht in 1997 van Marillion dat ze niet in de Verenigde Staten kunnen komen toeren wegens geldgebrek, wordt door een Amerikaanse fan een tourfonds op internet opgericht. Hiermee werd voldoende geld ingezameld om Marillion over te laten komen voor een kleine clubtour in de Verenigde Staten.
De jaren 2000 en 2003 laten opnieuw zien waartoe een oproep op internet kan leiden. Nadat de band in 2000 zonder platencontract kwam te zitten, besloot de groep het voortaan helemaal zelf te doen. Een oproep van de band om vooraf hun nieuwe (nog op te nemen) album te kopen bleek een succes. Van dit album, Anoraknophobia, werden 12.674 stuks vooraf besteld, waardoor de groep de opname van het album zelf kon betalen. Het succes van de campagne leverde de groep voor het eerst sinds 1995 weer een deal op met EMI, dit keer voor de distributie en marketing. Anoraknophobia is het eerste album sinds Misplaced Childhood uit 1985, dat beter verkoopt dan zijn voorganger.
Van het 13e album van Marillion, Marbles, gingen 12.772 stuks in de voorverkoop in een luxe dubbel-cd-versie, in de winkels kiest de band ervoor om een enkele-cd-versie uit te brengen. Met de opbrengst van de voorverkoop betaalde Marillion dit keer niet alleen de studio en producer David Meegan, maar ook de distributie en marketing werden zelf ter hand genomen.
Van Marbles kwamen de singles You're gone en Don't hurt yourself in de Britse en Nederlandse top tien van de hitlijsten na een oproep via internet de singles massaal in de eerste twee weken na de release te kopen. De campagne levert de band veel persaandacht op, met name in het Verenigd Koninkrijk. Voor het eerst sinds 1997 ging de groep ook weer naar de Verenigde Staten en Canada voor een tournee. In de winter van 2005 verscheen de live-dvd Marbles on the road.
Marillion heeft in 2006 aan hun 14e studioalbum Somewhere Else gewerkt, dat op 9 april 2007 uitkwam. Op 11 juni kwam hiervan de single Thank You Whoever You Are/Most Toys uit (dubbele A-kant), die in de daaropvolgende week positie 6 in de Top 100 bereikte. Dit is de hoogste positie die de band ooit in Nederland behaalde. In 2007 trad Marillion gratis op, op de markt in Almelo. De band was in Nederland onder andere voor een optreden in Hardenberg.

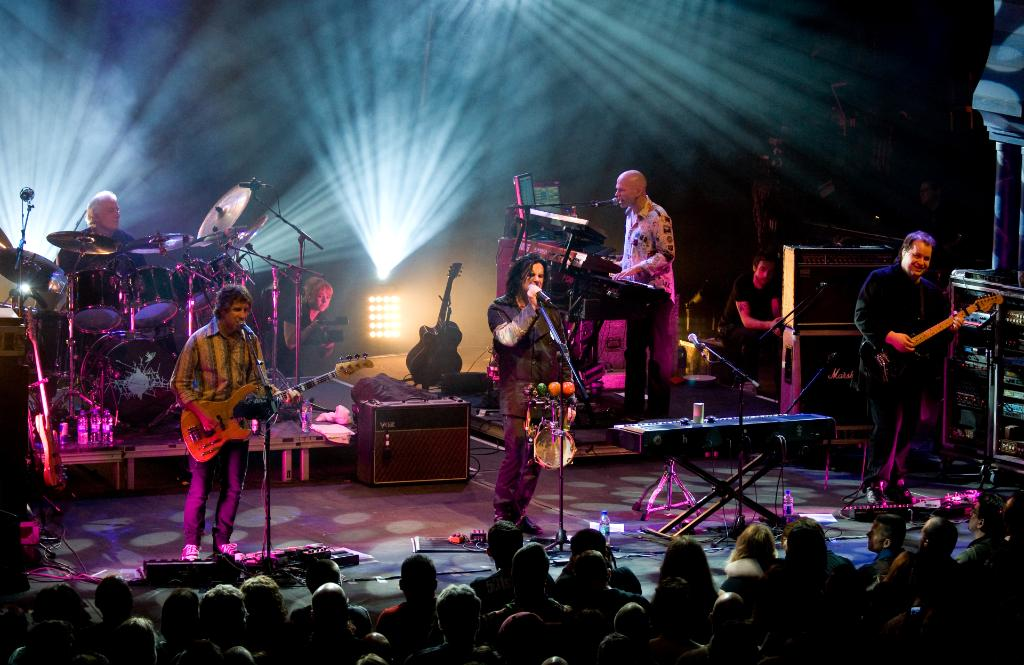
Marillion

In oktober 2008 kwam het 15e studioalbum Happiness is the Road uit. In tegenstelling tot Somewhere Else, waar de band weinig interactie met de fans heeft gezocht, was Happiness is the Road weer als een pre-orderalbum te bestellen. Op 10 september heeft Marillion het album in navolging van Radiohead "gratis" beschikbaar gesteld. De muziekbestanden vragen van de gebruiker een e-mailadres voor reclamedoeleinden.
Op 2 oktober 2009 bracht Marillion Less is More uit, een akoestisch album. Diverse nummers van vorige albums werden gestript en voorzien van nieuwe arrangementen. Hierbij werd onder andere gebruikgemaakt van oude instrumenten zoals een origineel kerkorgel en dulcitone. Hierna heeft Marillion een schouwburgtour gedaan in onder meer Nederland.
Medio 2012 is het 17e studioalbum, Sounds That Can't Be Made uitgebracht waarna een uitgebreide tour is afgewerkt die tot januari 2013 duurde, in Europa, Noord- en Zuid-Amerika. Op 23 september 2016 kwam het 18e album uit. De titel van dit album is F.E.A.R., een afkorting van Fuck Everyone And Run. In tegenstelling tot de laatste albums hebben de bandleden voor hun bekende pre-orders ervoor gekozen dit niet zelf te doen maar dit te laten verzorgen door PledgeMusic.
In 2019 bracht Marillion een soort verzamelalbum uit, Marillion with friends from the orchestra, waarbij enkele nummers herschreven zijn en opnieuw opgenomen zijn samen met een orkest. 
In 2020 zou Marillion, zoals sinds 2002 het geval is, een aantal speciale weekenden ('conventions') organiseren, maar vanwege de coronapandamie werden deze afgelast. Daarom besloot de band om een 'couch convention' te organiseren, waarbij fans vanaf huis online naar oude liveshows konden kijken. Deze werd aangevuld met enkele extra's en met livestreams van de bandleden zelf, waarbij Steve Rothery bijvoorbeeld een cursus cocktails maken gaf. 
Ook nam Marillion tijdens de coronapandemie het album An hour before it's dark op, dat in 2022 werd uitgebracht.

### Naast Marillion
Tussen de bedrijven door zijn de leden van Marillion ook bezig met diverse soloprojecten of verlenen ze hun medewerking aan andere artiesten. Steve Hogarth heeft een album opgenomen met Richard Barbieri van Porcupine Tree. Zowel Hogarth als Fish werkten mee aan Egbert Derix' album 'Paintings in Minor Lila' uit 2012, waarop de muziek van Marillion centraal staat. Mark Kelly speelde met DeeExpus en Pete Trewavas samen met Eric Blackwood met Edison's Children. Trewavas is ook lid van de supergroep Transatlantic sinds de oprichting daarvan in 1999. Steve Rothery bracht in 2015 zijn eerste soloalbum uit: The ghosts of Pripyat.

## Groepsleden

### Huidige bezetting

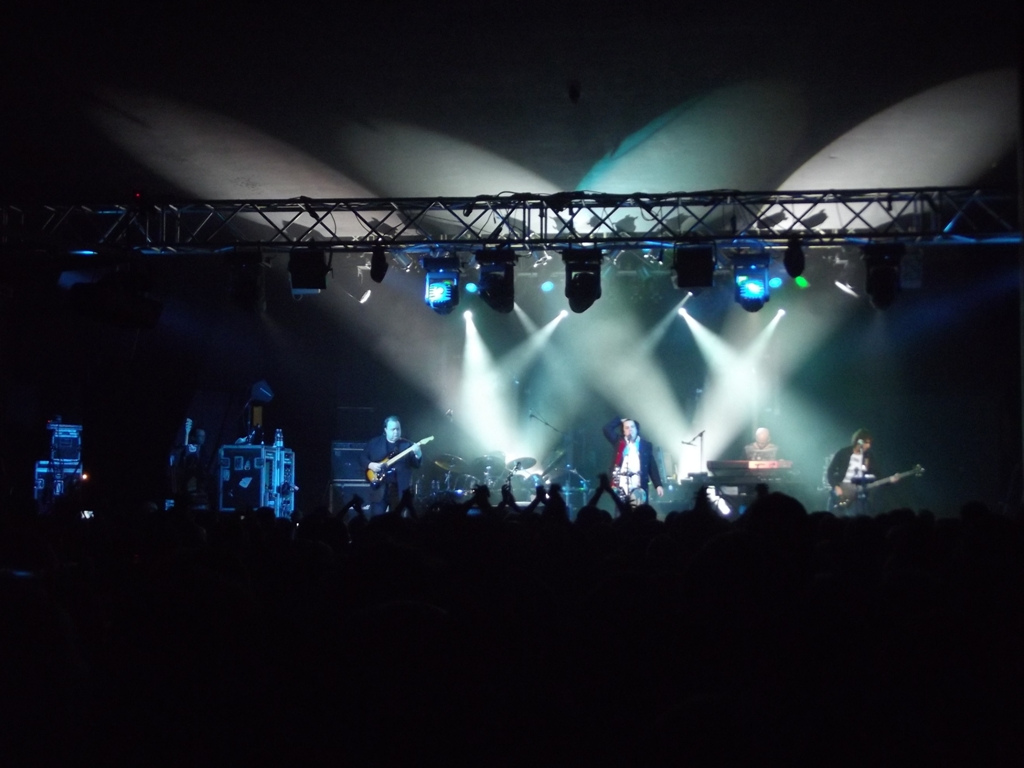
in concert

- Steve Hogarth (alias "h") - zang (sinds 2 februari 1989)
- Steve-Rothery - gitaar
- Pete Trewavas - basgitaar
- Mark Kelly - keyboard
- Ian Mosley - drums (sinds 1 januari 1984)

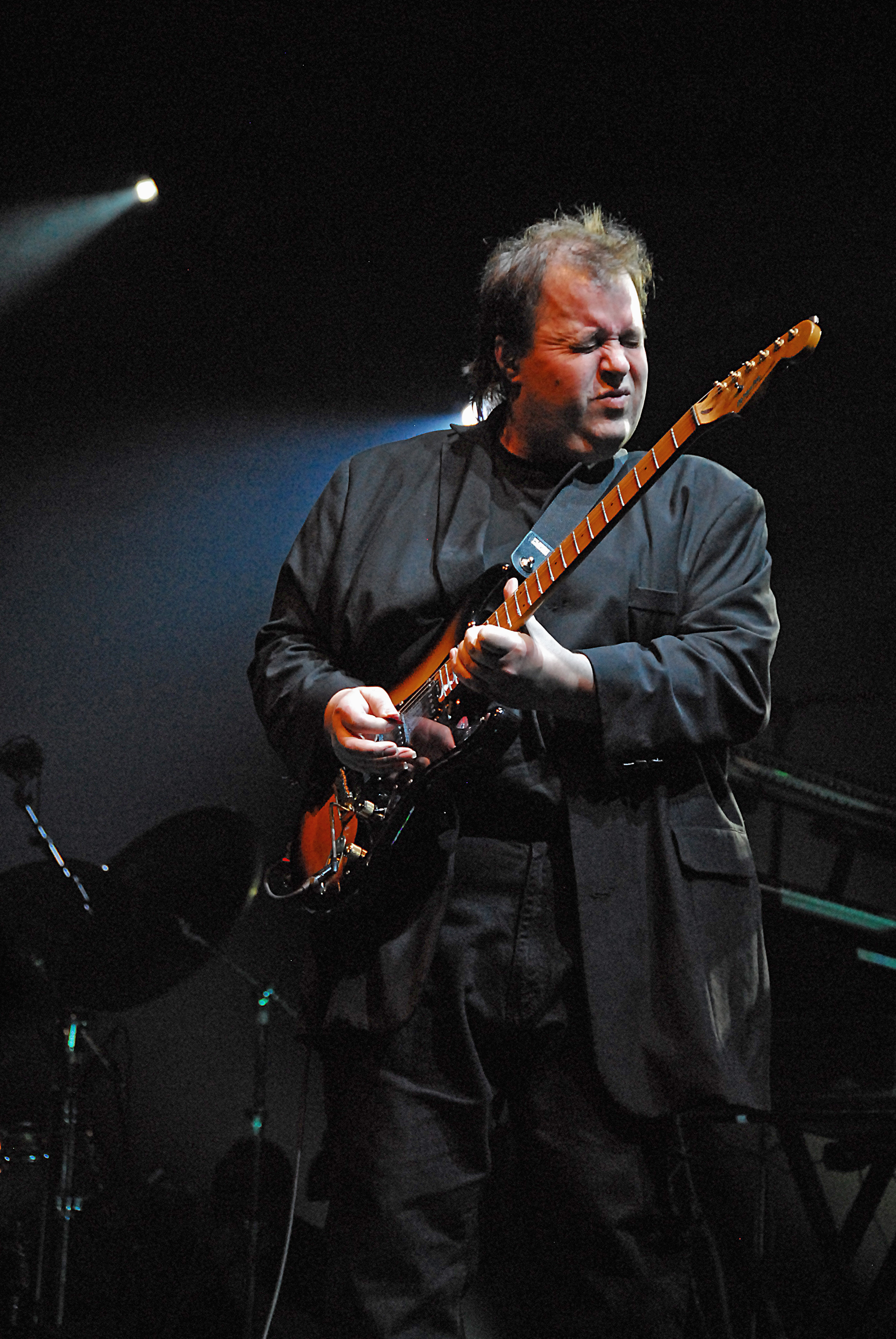
Steve Rothery
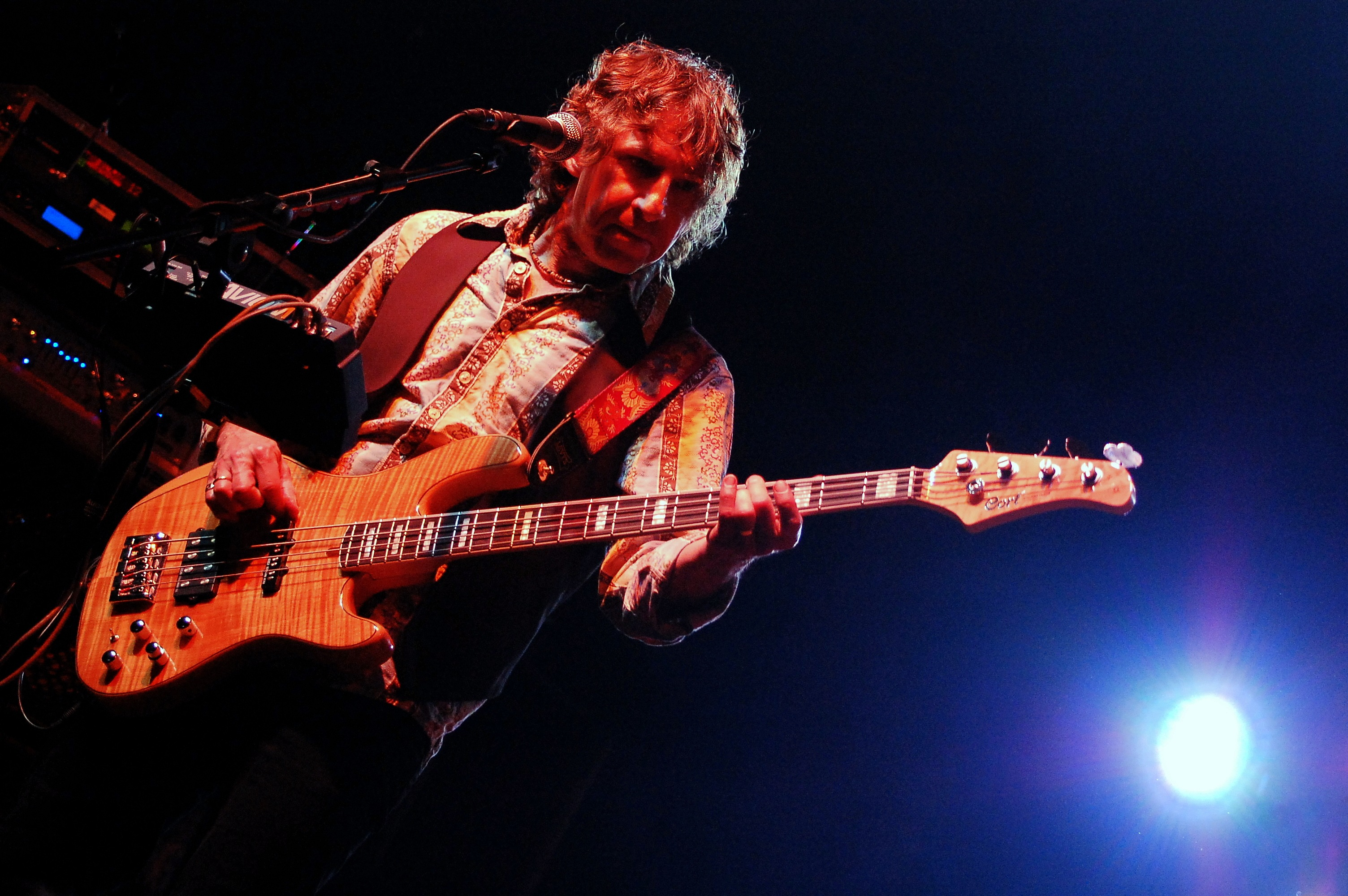
Pete Trewavas
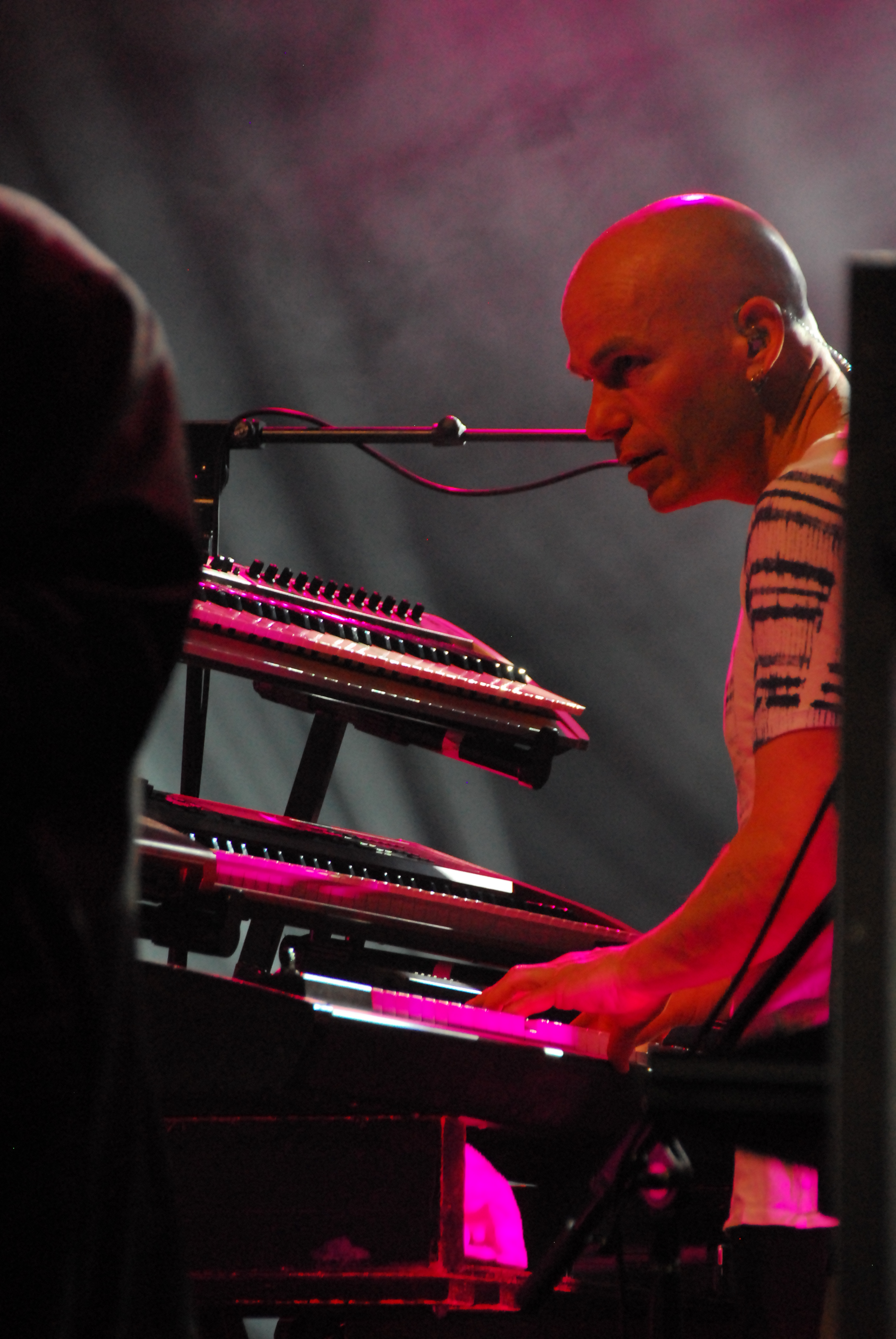
Mark Kelly
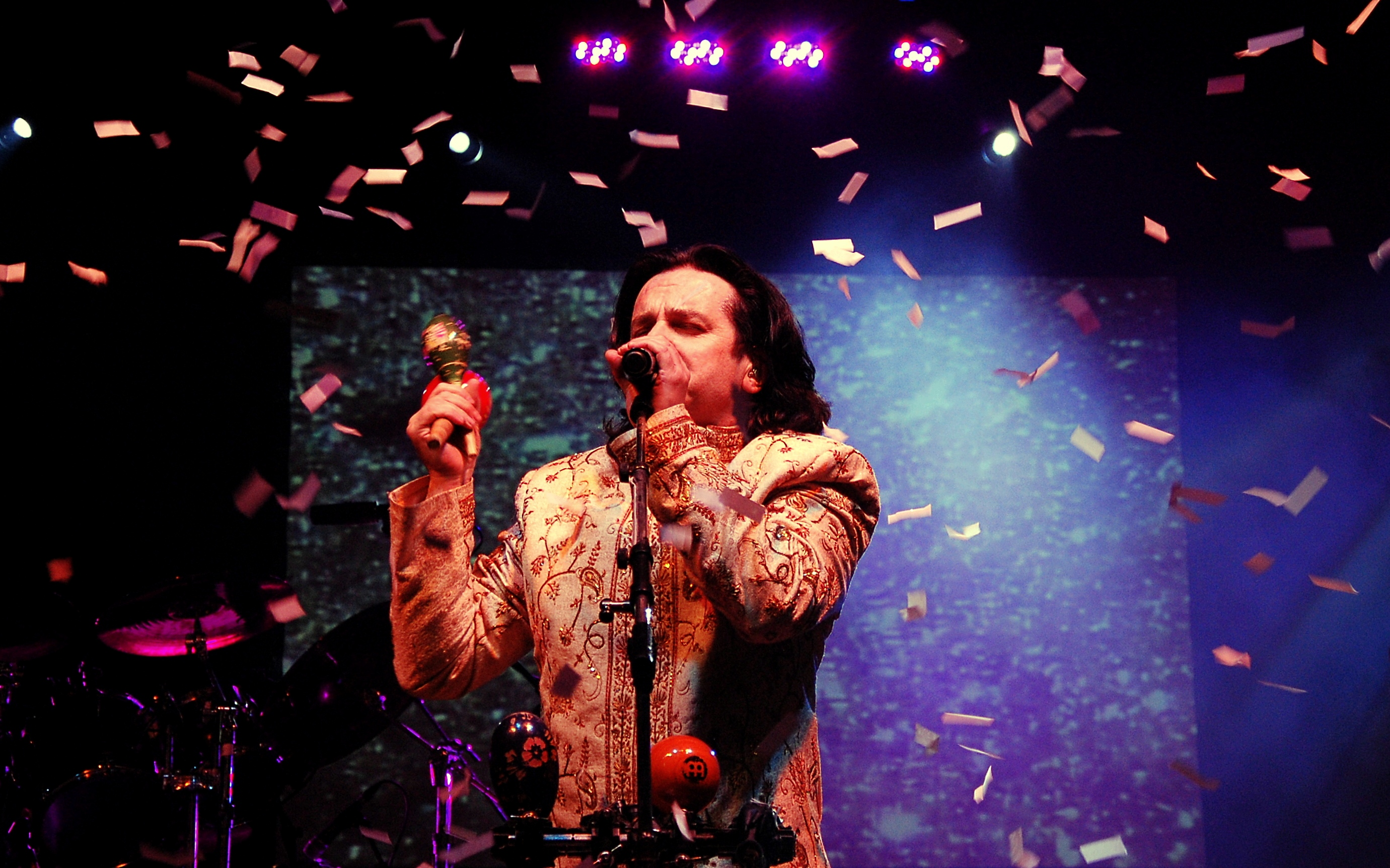
Steve Hogarth
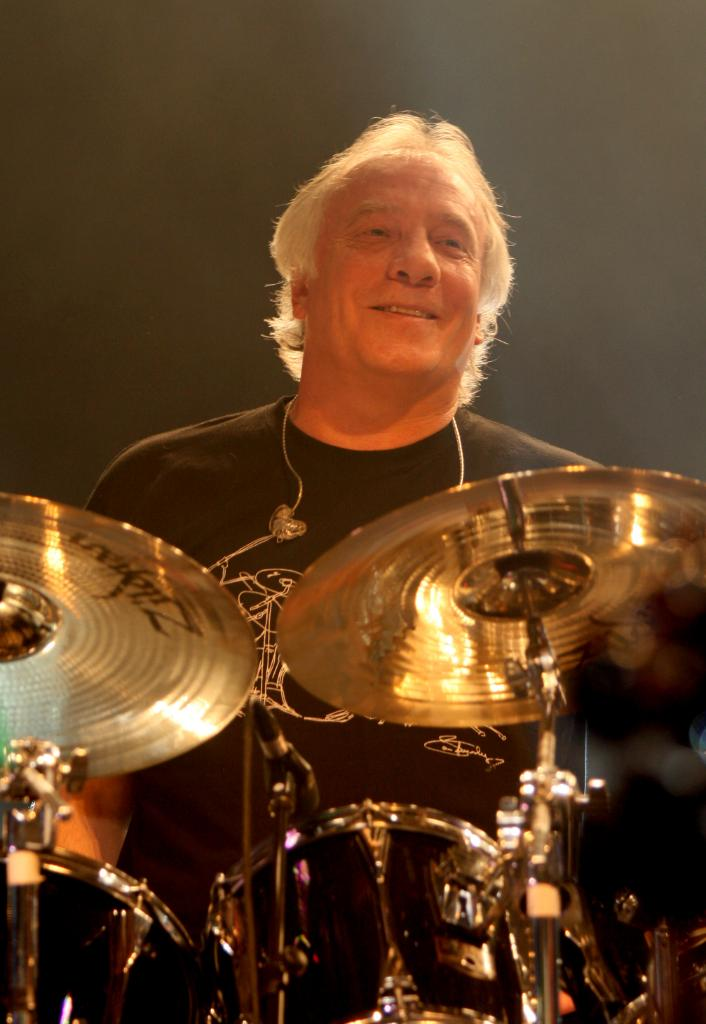
Ian Mosley

### Voormalige bandleden
- Fish (echte naam Derek William Dick) - zang (vertrok 12 september 1988)
- John Martyr - drums (augustus 1983-eind 1983)
- Jonathan Mover - drums (van 25 september 1983 tot 12 oktober 1983)
- Andy Ward - drums (van 12 mei 1983 tot augustus 1983)
- Mick Pointer - drums (vertrok 18 april 1983)
- Diz Minnitt - basgitaar (vertrok 26 maart 1982)
- Doug Irvine - basgitaar (vertrok november 1980)
- Brian Jelliman - keyboard (vertrok oktober 1979)

## Discografie
Studioalbums
- Script for a Jester's Tear, 1983
- Fugazi, 1984
- Misplaced Childhood, 1985
- Clutching at Straws, 1987
- B'Sides Themselves, 1988
- Seasons End, 1989
- Holidays in Eden, 1991
- Brave, 1994
- Afraid of Sunlight, 1995
- This Strange Engine, 1997
- Radiation, 1998
- marillion.com, 1999
- Anoraknophobia, 2001
- Marbles, 2004
- Somewhere Else, 2007
- Happiness Is the Road, 2008
- Less Is More, 2009
- Sounds That Can't Be Made, 2012
- Fuck Everyone and Run (F E A R), 2016
- With Friends from the Orchestra, 2019
- An Hour Before It's Dark, 2022

## Hitlijsten

### Albums
| Album met eventuele hitnotering(en) in de Nederlandse Album Top 100 | Datum van verschijnen | Datum van binnenkomst | Hoogste positie | Aantal weken | Opmerkingen                                                               |
| ------------------------------------------------------------------- | --------------------- | --------------------- | --------------- | ------------ | ------------------------------------------------------------------------- |
| Script For A Jester's Tear                                          | 1983                  | -                     | -               | -            | Studioalbum 1                                                             |
| Fugazi                                                              | 1984                  | 31-03-1984            | 30              | 8            | Studioalbum 2                                                             |
| Misplaced Childhood                                                 | 1985                  | 22-06-1985            | 8               | 22           | Studioalbum 3                                                             |
| Brief Encounter                                                     | 1986                  | -                     | -               | -            | Mini-album voor US-markt / Slechts deels live                             |
| Clutching at Straws                                                 | 1987                  | 04-07-1987            | 6               | 14           | Studioalbum 4                                                             |
| The Thieving Magpie                                                 | 1988                  | 10-12-1988            | 11              | 19           | Livealbum                                                                 |
| Seasons End                                                         | 1989                  | 07-10-1989            | 13              | 8            | Studioalbum 5                                                             |
| Holidays in Eden                                                    | 1991                  | 06-07-1991            | 8               | 14           | Studioalbum 6                                                             |
| A Singles Collection 1982-1992                                      | 1992                  | 20-06-1992            | 30              | 9            | Verzamelalbum                                                             |
| Brave                                                               | 1994                  | 19-02-1994            | 8               | 15           | Studioalbum 7                                                             |
| Afraid of sunlight                                                  | 1995                  | 08-07-1995            | 12              | 13           | Studioalbum 8                                                             |
| Made Again                                                          | 1996                  | 06-04-1996            | 41              | 13           | Livealbum                                                                 |
| The Best of Both Worlds                                             | 1997                  | 15-03-1997            | 63              | 4            | Verzamelalbum                                                             |
| This Strange Engine                                                 | 1997                  | 03-05-1997            | 16              | 10           | Studioalbum 9                                                             |
| Radiat10n                                                           | 1998                  | 03-10-1998            | 30              | 6            | De 10 in de naam refereert aan het feit dat dit het tiende studioalbum is |
| marillion.com                                                       | 1999                  | 23-10-1999            | 40              | 4            | Studioalbum 11                                                            |
| Anoraknophobia                                                      | 2001                  | 19-05-2001            | 67              | 4            | Studioalbum 12                                                            |
| Marbles                                                             | 2004                  | 08-05-2004            | 42              | 5            | Studioalbum 13                                                            |
| Somewhere Else                                                      | 2007                  | 14-04-2007            | 18              | 7            | Studioalbum 14                                                            |
| Happiness is the Road, Volume 1: Essence                            | 2008                  | 08-11-2008            | 83              | 1            | Studioalbum 15                                                            |
| Happiness is the Road, Volume 2: The Hard Shoulder                  | 2008                  | 08-11-2008            | 85              | 1            | Studioalbum 15                                                            |
| Less Is More                                                        | 02-10-2009            | 10-10-2009            | 72              | 2            | Akoestisch Studioalbum 16                                                 |
| Sounds that can't be made                                           | 2012                  | 22-09-2012            | 22              | 5            | Studioalbum 17                                                            |
| Fuck everyone and run (FEAR)                                        | 2016                  | 1-10-2016             | 6               | 5            | Studioalbum 18                                                            |
| Marbles in the park                                                 | 2017                  | 28-01-2017            | 89              | 1            | Liveversie van Marbles                                                    |
| With friends from the orchestra                                     | 2019                  |                       |                 |              | Studioalbum 19                                                            |
| An hour before it's dark                                            | 2022                  |                       |                 |              | Studioalbum 20                                                            |

| Album met hitnotering(en) in de Vlaamse Ultratop 200 albums | Datum van verschijnen | Datum van binnenkomst | Hoogste positie | Aantal weken | Opmerkingen |
| ----------------------------------------------------------- | --------------------- | --------------------- | --------------- | ------------ | ----------- |
| Sounds that can't be made                                   | 2012                  | 29-09-2012            | 134             | 2            |             |
| F E A R                                                     | 2016                  | 01-10-2016            | 36              | 4            |             |
| Brave                                                       | 2018                  | 17-03-2018            | 176             | 1            |             |
| Fugazi                                                      | 2021                  | 18-09-2021            | 71              | 1            |             |

### Singles
| Single met eventuele hitnotering(en) in de Nederlandse Top 40 | Datum van verschijnen | Datum van binnenkomst | Hoogste positie | Aantal weken | Opmerkingen                                                                          |
| ------------------------------------------------------------- | --------------------- | --------------------- | --------------- | ------------ | ------------------------------------------------------------------------------------ |
| Kayleigh                                                      | 07-05-1985            | 06-07-1985            | 16              | 8            | #12 in de Nationale Hitparade / #16 in de TROS Top 50 / TROS Paradeplaat Hilversum 3 |
| Incommunicado                                                 | 1987                  | 04-07-1987            | 31              | 3            | #25 in de Nationale Hitparade Top 100                                                |
| Sugar Mice                                                    | 1987                  | 22-08-1987            | tip17           | -            |                                                                                      |
| Warm Wet Circles                                              | 1987                  | -                     | -               | -            | Nr. 67 in de Single Top 100                                                          |
| Freaks (live)                                                 | 1988                  | -                     | -               | -            | Nr. 84 in Single Top 100                                                             |
| Cover My Eyes (Pain and Heaven)                               | 1991                  | 06-07-1991            | 13              | 6            | #14 in de Nationale Top 100                                                          |
| Sympathy                                                      | 1992                  | 20-06-1992            | 25              | 4            |                                                                                      |
| The Great Escape                                              | 1994                  | 26-02-1994            | 38              | 3            |                                                                                      |
| Beautiful                                                     | 1995                  | 17-06-1995            | tip6            | -            |                                                                                      |
| You're Gone                                                   | 2004                  | 15-05-2004            | 32              | 2            |                                                                                      |

| Single met hitnotering(en) in de Vlaamse Ultratop 50 | Datum van verschijnen | Datum van binnenkomst | Hoogste positie | Aantal weken | Opmerkingen |
| ---------------------------------------------------- | --------------------- | --------------------- | --------------- | ------------ | ----------- |
| Kayleigh                                             | 1985                  | 03-08-1985            | 38              | 1            |             |

### NPO Radio 2 Top 2000
| Nummers met noteringen in de NPO Radio 2 Top 2000 | '99 | '00 | '01 | '02 | '03 | '04 | '05 | '06 | '07 | '08 | '09 | '10 | '11 | '12 | '13 | '14 | '15 | '16 | '17 | '18 | '19 | '20 | '21 | '22 | '23 | '24 |
| ------------------------------------------------- | --- | --- | --- | --- | --- | --- | --- | --- | --- | --- | --- | --- | --- | --- | --- | --- | --- | --- | --- | --- | --- | --- | --- | --- | --- | --- |
| Kayleigh                                          | 38  | 55  | 68  | 73  | 66  | 103 | 121 | 115 | 154 | 111 | 173 | 198 | 217 | 159 | 174 | 163 | 172 | 191 | 173 | 195 | 221 | 189 | 181 | 192 | 198 | 216 |
| Lavender                                          | -   | -   | -   | -   | -   | -   | -   | -   | -   | -   | -   | -   | -   | -   | -   | -   | -   | -   | -   | -   | 977 | 823 | 834 | 787 | 785 | 758 |

1. ↑  Een '-' betekent dat het nummer niet was genoteerd en een vetgedrukt getal geeft de hoogste notering van een nummer aan.

### Dvd's
| Dvd's met hitnoteringen in de Nederlandse Music Top 30 | Datum van verschijnen | Datum van binnenkomst | Hoogste positie | Aantal weken | Opmerkingen |
| ------------------------------------------------------ | --------------------- | --------------------- | --------------- | ------------ | ----------- |
| A Sunday Night Above the Rain                          | 2014                  | 05-07-2014            | 8               | 7            |             |
| Marbles in the Park                                    | 2017                  | 28-01-2017            | 1(1wk)          | 18           |             |